# Front Révolutionnaire Armé pour le Progrès d’Haiti
Der Front Révolutionnaire Armé pour le Progrès d’Haiti (FRAPH) war eine paramilitärische Todesschwadron, die 1993 mit Unterstützung der USA zusammengestellt wurde, um die Anhänger des 1991 gewählten Präsidenten Jean-Bertrand Aristide auf Haiti zu terrorisieren und zu ermorden. Führer des FRAPH waren Emmanuel Constant, Jean-Pierre Baptiste und Louis-Jodel Chamblain. Letzterer war Constants Stellvertreter.

## Entstehung
Der FRAPH wurde 1993 von Emmanuel Constant, der seit 1992 als Spion und Informant auf der Gehaltsliste der CIA stand, gegründet. Der Name, der dem kreolischen Wort frapper (schlagen) ähnelt, fiel Constant nach eigenen Angaben im Traum ein. Die Mitglieder erhielten kostenlos Lebensmittel und hochprozentigen Alkohol. Ein erheblicher Teil des Personals der Miliz entstammte den Tontons Macoute. Constant führte als Erkennungszeichen unter anderem einen Gruß ein, der dem Hitlergruß ähnelt.
Nach Angaben der CIA soll die Beziehung zu Constant Mitte 1994 geendet haben. Die Amerikanische Botschaft in Haiti gab jedoch im Oktober 1994 öffentlich bekannt, dass Constant weiterhin auf der Gehaltsliste der CIA stand. Nach Aussage von Constant wurde er kurz nach dem Sturz von Aristide von Oberst Patrick Collins von der Defense Intelligence Agency (DIA), welcher von 1989 bis 1992 auf Haiti stationiert war, mit der Bildung einer Organisation beauftragt, um Operationen gegen die Aristide-Bewegung durchzuführen.

## Terror und Menschenrechtsverletzungen auf Haiti
Der FRAPH war eine von mehreren paramilitärischen Einheiten Haitis, die für Folterung und Tod von mehr als 5000 Menschen während der Militärdiktatur zwischen 1991 und 1994 verantwortlich ist. Dabei gingen FRAPH-Mitglieder gemeinsam mit der haitianischen Armee vor. Sie drangen in die Häuser mutmaßlicher Regimegegner ein und durchsuchten sie. Männliche Bewohner wurden verschleppt, gefoltert und häufig getötet, Frauen von ganzen Gruppen vergewaltigt, oft vor den übrigen Familienmitgliedern, wobei auf das Alter der Opfer keine Rücksicht genommen wurde. Auch sollen Familienangehörige mit Waffengewalt gezwungen worden sein, sich an den Vergewaltigungen zu beteiligen. Zu den Praktiken des FRAPH gehörte es, getöteten Opfern die Gesichtshaut zu entfernen und sie in der Öffentlichkeit liegen zu lassen.
Unter den Opfern des FRAPH war der haitianische Justizminister Guy Malary, der am 14. Oktober 1993 gemeinsam mit seinem Bodyguard und Fahrer aus einem Hinterhalt heraus erschossen wurde. Laut einem CIA-Vermerk vom 28. Oktober 1993, welches über das Center for Constitutional Rights veröffentlicht wurde, trafen sich die FRAPH-Mitglieder Louis-Jodel Chamblain, Emmanuel Constant und Gabriel Douzable am Morgen des 14. Oktober mit einem nicht identifizierten Offizier des Militärs, um Pläne zur Ermordung von Malary zu diskutieren.
Auch an der Ermordung des Geschäftsmannes und Aristide-Unterstützers Antoine Izméry am 11. September 1993 waren Mitglieder des FRAPH beteiligt. Louis-Jodel Chamblain wurde im September 1995, nach Aristides Rückkehr in das Amt des Präsidenten, in Abwesenheit zu einer lebenslangen Haftstrafe verurteilt.
Als sich im Dezember 1993 Aristide-Unterstützer in dem zu Port-au-Prince gehörenden Armenviertel Cité Soleil verschanzten, legten FRAPH-Kämpfer mit Benzin große Brände und töten rund 50 Menschen. Flüchtende Bewohner wurden mit Gewalt in die Brände zurückgetrieben.
FRAPH-Mitglieder waren an dem am 24. April 1994 verübten Raboteau-Massaker beteiligt, bei dem eine geschätzte Zahl von 20 Menschen ermordet wurden.